# In Our Time (film)
Pour plus de détails, voir Fiche technique et Distribution.
In Our Time est un film américain réalisé par Vincent Sherman, sorti en 1944.

## Synopsis
Une famille aristocratique d'origine polonaise se voit confronter à l'invasion allemande.

## Fiche technique
- Titre : In Our Time
- Réalisation : Vincent Sherman
- Scénario : Ellis St. Joseph et Howard Koch
- Photographie : Carl E. Guthrie
- Montage : Rudi Fehr
- Musique : Franz Waxman
- Société de production : Warner Bros.
- Pays d'origine : États-Unis
- Format : Noir et blanc - 1,37:1 - Mono
- Genre : drame
- Durée : 110 minutes
- Date de sortie : 1944

## Distribution
- Ida Lupino : Jennifer Whittredge
- Paul Henreid : Comte Stefan Orwid
- Nancy Coleman : Janina Orwid
- Mary Boland : Mrs Bromley
- Victor Francen : Comte Pawel Orwid
- Alla Nazimova : Zofia Orwid
- Mikhaïl Tchekhov : Oncle Leopold Baruta
- Parmi les acteurs non crédités :
- Michael Visaroff : Dr Kowalik
- Ivan Triesault : Bujanski
- Lynn Baggett : l'amie du Conte Orvid
- Frank Reicher : Baron Jarski
- Ryszard Ordyński : Piotr
- Cyd Charisse : Ballerine
- Faye Emerson : l'amie du Conte Stephan
- Wolfgang Zilzer : le père Józef
- Leota Lorraine
- Edmund Mortimer
- Paul Panzer
- Bess Flowers
- Gino Corrado